# The Pursuit of the Phantom
The Pursuit of the Phantom è un film muto del 1914 diretto da Hobart Bosworth che, del film, fu anche sceneggiatore, interprete e produttore.
È il debutto cinematografico per Nigel De Brulier che, nei titoli, appare sotto il nome di De Brullier. Il film è l'esordio anche per Emmett J. Flynn che, nel 1917, lascerà la recitazione per diventare regista.

## Produzione
Il film fu prodotto dalla Hobart Bosworth Productions

## Distribuzione
Distribuito dalla Paramount Pictures, il film uscì nelle sale cinematografiche statunitensi il 1º ottobre 1914.